# Daniel Keller (Politiker)
Daniel Keller (* 9. August 1986 in Potsdam, DDR) ist ein deutscher Politiker (SPD) und Sportfunktionär. Er ist seit Dezember 2024 Minister für Wirtschaft, Arbeit, Energie und Klimaschutz des Landes Brandenburg im Kabinett Woidke IV. Er ist seit 2019 Mitglied des Landtages Brandenburg und war dort von 2021 bis 2024 Fraktionsvorsitzender. 

## Leben und Werk
Daniel Keller war vom Jahr 1998 bis zum Abitur Judo-Sportschüler an der Eliteschule des Sports Frankfurt (Oder). In den Jahren 2006 bis 2011 diente er als Sanitäter bei der Bundeswehr und studierte kurzzeitig Medizin. Von 2021 bis 2024 absolvierte er an der Fernuni Hagen ein Bachelorstudium der Politikwissenschaften, Verwaltungswissenschaften und Soziologie. Zudem ist er Kinder- und Jugendsporttrainer und betrieb bis zu seinem Einzug in den Landtag eine Firma, die Dienstleistungen für Sportvereine anbietet. Seit 2013 ist er Vorsitzender des Sportvereins SV Motor Babelsberg in Potsdam. In den Jahren 2017 bis 2019 war er Präsident des Brandenburgischen Judo-Verbandes und von 2019 bis 2021 Präsident des Deutschen Judo-Bundes.

## Politik
Keller trat im Jahr 2006 in die SPD ein und hat seit 2015 ein Mandat in der Stadtverordnetenversammlung von Potsdam inne. Seit seiner Wiederwahl im Jahr 2019 führt er als Co-Vorsitzender die SPD-Fraktion. Darüber hinaus ist er Mitglied im Hauptausschuss sowie im Ausschuss für Bildung, Jugend und Sport der Stadtverordnetenversammlung und gehört dem Aufsichtsrat der Stadtwerke Potsdam sowie dem Mittelbrandenburgischen Sparkasse an.
Den Sieg Kellers bei der Landtagswahl in Brandenburg 2019 gegen den langjährigen Abgeordneten Hans-Jürgen Scharfenberg (Die Linke) im Landtagswahlkreis Potsdam II bezeichnete die Märkische Allgemeine als „Sensation“. Noch im Jahr seiner Wahl wurde Keller von der SPD-Fraktion zu ihrem Parlamentarischen Geschäftsführer gewählt. Er ist gesundheits- und sportpolitischer Sprecher der Fraktion sowie Mitglied des Präsidiums des Landtags Brandenburgs, des Hauptausschusses und des Ausschusses für Soziales, Gesundheit, Integration und Verbraucherschutz. Von Oktober 2021 bis Dezember 2024 war er Vorsitzender der SPD-Landtagsfraktion.
Bei der Landtagswahl 2024 gewann Keller im Landtagswahlkreis Potsdam II erneut mit einem Ergebnis von 42,8 %, was dem besten Erststimmenergebnis der SPD in Brandenburg und einem Zuwachs von 16,3 Prozentpunkten entsprach.
Am 11. Dezember 2024 wurde Keller zum Minister für Wirtschaft, Arbeit, Energie und Klimaschutz des Landes Brandenburg im Kabinett Woidke IV ernannt.